# Ursine
Ursine est une census-designated place (CDP) située dans le comté de Lincoln, dans l’État du Nevada, aux États-Unis. D'après le recensement de 2020, sa population est de 62 habitants.